# ألميلا باغرياتشيك
ألميلا باغرياتشيك (مواليد 10 يوليو 1990) هي ممثلة ألمانية من أصل تركي، بدأت مشوارها الفني عام 2010 وشاركت في عدة أفلام ومسلسلات أبرزها عندما نغادر، تاتأورت والإمبراطورة .شاركت في مسلسلات تركية منها مسلسل اغنية الحياة الدي لاقى نجاحا كبير

## وصلات خارجية
- ألميلا باغرياتشيك على موقع IMDb (الإنجليزية)
- ألميلا باغرياتشيك على موقع مونزينجر (الألمانية)
- ألميلا باغرياتشيك على موقع ألو سيني (الفرنسية)
- ألميلا باغرياتشيك على موقع ميوزك برينز (الإنجليزية)
- ألميلا باغرياتشيك على موقع أول موفي (الإنجليزية)
- ألميلا باغرياتشيك على موقع قاعدة بيانات الفيلم (الإنجليزية)
- ألميلا باغرياتشيك على موقع كينوبويسك (الروسية)